# Usine de la chute de Froges
L'usine de la chute de Froges a été créé par la Société Électrométallurgique de Froges (SEMF) de Paul Héroult, en 1887 à Froges (Isère). C'est la première usine de production d'aluminium électrolytique en France, et sa croissance très rapide est à l'origine de la fusion qui donne naissance à Pechiney en 1921 lorsque son opératrice, la SEMF fusionne avec la Compagnie des Produits Chimiques d'Alais et de la Camargue, rebaptisée Compagnie de Produits chimiques d'Alès, Froges et Camargue, intégrant le nom de Froges.

## Histoire

### La création
En 1885, le jeune chimiste Paul Héroult, âgé 22 ans, se livre à des expériences dans une vieille tannerie de Chantilly et brevète un procédé électrolytique pour la fabrication de l'aluminium. Il échoue à le faire adopter par la Compagnie des Produits Chimiques d'Alais et de la Camargue, dirigée alors par Alfred Rangod Pechiney, qui fabrique de l'aluminium par des procédés chimique anciens. Il doit trouver d'autres soutiens.
Les capitaux nécessaires pour exploiter ce procédé sont réunis en Suisse : en 1887, la Société électrométallurgique de Froges (SEMF), avec l'aide de la banque Goldschmidt, ouvre dans une ancienne papeterie de Froges, dans la vallée du Grésivaudan, les premières cuves industrielles d'aluminium électrolytique en France. 
L'eau s'échappe d'une vaste réserve naturelle de 219 millions de mètres cubes par un tunnel sous la chaîne de Belledonne aboutissant dans la vallée du Grésivaudan, au-dessus de Froges, soit un dénivelé de 1 450 mètres. En 1889, la chute de Froges, avec ses 184 mètres, produit 520 kilowatts d'électricité. Paul Héroult ne possède pas d'action et est rémunéré par des redevances (65 000 F plus 1 F par kilogramme d'aluminium). Les débuts sont difficiles mais le prix de revient de l'aluminium baisse : 15,60 F (1er semestre 1890, 11,69 F (2e semestre 1890), 10,95 F (1891), car de nombreuses améliorations comme le piquetage permettent d'obtenir les productions prévues et de bénéficier d'économies d'échelle.

### L'installation en Savoie
En 1892, Paul Héroult crée avec Gustave Munerel une nouvelle usine d'électrolyse, cette fois en Maurienne (Savoie), à la Praz, dix kilomètres à l'est de Modane. Le site est choisi en raison de ses cours d'eau qui permettent de produire de l'électricité à bon marché. Héroult fait installer à La Praz le premier pont en arc pour la traversée des torrents en utilisant la conduite elle-même, cintrée en forme d'arc comme un pont, sans aucun support supplémentaire, une révolution économique. En 1895, la SEMF rachète la Société française de l'alumine pure, qui tente d'exploiter le procédé Bayer pour produire de l'alumine. En 1897, le prix de revient de l'aluminium est tombé autour de 3 francs seulement, une baisse de 80 % en sept ans. La SEMF s'implante aussi à Gardanne (Bouches-du-Rhône) et au Champ (Isère).
En 1897, dix kilomètres plus à l'ouest, à Saint-Michel-de-Maurienne, l'usine de production d'aluminium électrolytique de Calypso, fondée en 1890 par les frères Bernard, est achetée par la CPCA, qui ne produisait plus ce métal depuis la fermeture de l'atelier de Salindres en 1890. Devenue société anonyme, elle y reprend ainsi pied, avec des cuves achetées en 1895 à la Pittsburgh Reduction Company.

### Pour la Bourse de Paris, la deuxième société d'aluminium au monde
La société est cotée à la Bourse de Paris, où elle se distingue, même si son capital de 5 millions de francs a été triplé et porté à 15 millions. Ses actions, émises à 500 francs, en valent 1 355 en 1909. Elle dispose en 1909 de 60 000 chevaux-vapeur produits par les chutes d’eau aménagées, plus du quart de la production française. Après la puissante société germano-suisse Aluminium Industrie Aktien Gesellschaft (AIAG) installée à Neuhausen am Rheinfall, future Alusuisse, Froges est la plus forte société productrice d’aluminium du monde. En 1906, la France comptait 762 usines hydro-électriques, comportant 239 753 chevaux-vapeur de puissance cumulée, mais la rivale CPCA va bientôt la dépasser et compter sur 68 450 chevaux-vapeur, soit une parte de marché de 30 % environ en France.
La production mondiale a plus que triplé en huit ans pour s’élever à 19 800 tonnes en 1907, dont 11 800 tonnes en Europe et 8 000 en Amérique du Nord. Le prix du kilogramme d’aluminium a fortement baissé pour tomber à 1,60 franc, même si le métal emporte de nouveaux usages : on commence à l’employer, plutôt que le fil de cuivre dans l’installation des lignes à haute tension, car il est plus léger. La société l’Énergie électrique du littoral méditerranéen a ainsi installé quelques lignes d’essai en aluminium, aux résultats « satisfaisants ».

### Le grand site de L'Argentière
Entre-temps, en 1903, la SEMF a équipé une nouvelle usine à La Saussaz, près de Saint-Michel de Maurienne, puis l'usine de L'Argentière en 1910 qui, avec sa centrale de 40 000 ch, fut à l'époque la plus puissante usine hydroélectrique d'Europe, alimentée par quatre conduites forcées, dont deux autoportées pour le franchissement de la Durance et dotée de dispositions qui permettaient d'utiliser une hauteur de chute de 173 mètres. Sa puissance est de 52 MW dès la création, mais l'énergie que la centrale fournit à l'usine se réduit en hiver au quart de ce qu'elle est en été.

### La croissance de la rivale CPCA
La CPCA, désormais dirigée par l'ingénieur modanois Adrien Badin, fonde de son côté en 1907 l’usine de Saint-Jean-de-Maurienne, quinze kilomètres plus à l'ouest, qui est cette fois dotée de cuves d'électrolyse de 10 000 ampères. Soixante-dix ans plus tard, le site sera équipé des premières cuves d'électrolyse d'intensité 180 000 ampères. La croissance sera ensuite reportée sur ce site : quand Pechiney nationalisé a porté la production de l'usine de Saint-Jean de 80 000 à 130 000 tonnes en 1986, La Praz (4 000 t) et la Saussaz (12 000 t) ont disparu. Venthon subira le même sort en 1994. La CPCA s'intéressa alors à la Société des forces motrices de l'Arve qui, après avoir installé sur les centrales hydroélectriques de Passy de Chedde la fabrication des chlorates, entreprit celle de l'aluminium par le procédé d'électrolyse de Paul Héroult, ainsi qu'à sa filiale la Société électrométallurgique des Pyrénées, installée à Auzat et fonctionnelle en 1907. En 1914 et 1916, leur absorption est réalisée. À Auzat, l'étang Fourcat est aménagé en réservoir : avec les ruisseaux du Mounicou et de l'Artigue, il permit en 1917 de doubler la conduite forcée. Une seconde centrale plus petite, de 3 MW, fut construite sous les étangs de Bassiès pour utiliser la partie supérieure de la chute de Bassiès, haute de 419 mètres, et obtenir ainsi au total une puissance de 18 MW.

### La grande fusion de 1921
En 1921, la Compagnie des Produits Chimiques d'Alais et de la Camargue et la SEMF décident d'unir leurs efforts pour le développement de la production d'aluminium et constituèrent la Compagnie de Produits chimiques d'Alès, Froges et Camargue, qui contrôle la totalité du marché français et se rebaptise Péchiney en 1950.

## Chronologie
- 1887 : usine de Froges
- 1892 : fondation de l'usine de la Praz, dix kilomètres à l'est Modane
- 1897 : l'usine de Calypso achetée par la CPCA
- 1907 : usine Saint-Jean-de-Maurienne de Saint fondée par la CPCA
- 1903 : usine à La Saussaz, près de Saint-Michel-de-Maurienne
- 1910 : usine de L'Argentière, plus forte puissance d'Europe
- 1917 : usine d'Auzat double de puissance
- 1921 : la Compagnie des Produits Chimiques d'Alais et de la Camargue et la SEMF fusionnent